# نهر كويابا
نهر كويابا (البرتغالية : Rio Cuiabá) هو نهر برازيلي في ولاية ماتو جروسو الغربية التي تتدفق في حوض ريو دي لا بلاتا. وهو رافد لنهر نهر ساو لورينكو (ماتو جروسو) .

## المسار
يتدفق نهر كويابا في مناطقه العليا عبر 11328 هكتارًا (27990 فدانًا) محطة أغواس دو كويابا البيئية ، التي تم إنشاؤها كمنتزه حكومي في يونيو 2002 كجزء من محاولة لتنظيف مياه النهر، التي كانت ملوثة بالقمامة ومياه الصرف الصحي الخام. في كويابا ، يدخل الجزء السفلي منه في النظام البيئي لمنطقة بانتانال ، ويتدفق عبر الأراضي الرطبة المحمية الواسعة والمهمة لاتفاقية رامسار للطيور المائية والطيور المهاجرة والحياة البرية الأخرى.
يستمر نهر كويابا جنوب غرب البلاد ويشكل جزءًا من الحدود الشرقية لمتنزه إينكونترو داس اغواس الحكومي . في بعض الخرائط يطلق عليه نهر كانابو. يقع كويابا / كانابو عبر المنتزه ، حيث ينضم إلى نهر ساو لورانسو ، أو نهر بينغارا، والذي يتقاطع أيضًا عبر الحديقة من الشرق.  نهر كويابا هو 480 كيلومتر (300 ميل) منذ فترة طويلة لدرجة أنه ينضم إلى نهر ساو لورنسو . بعد التقائهم ، يستمر النهر التالي في تسمية نهر كويابا في بعض الخرائط. يتدفق النهر المشترك عبر منتزه بانتانال ماتوجروسينس الوطني، وهو رافد لنهر باراجواي.

## الصور
- نهر كويابا ، في كويابا ، ماتو جروسو
- نهر كويابا بالقرب من بورتو جوفر ، في بانتانال ، ماتو جروسو
- نهر كويابا ، أسفل كورومبا في ماتو جروسو ، جنوب البرازيل